# Nasoata River
Nasoata River är en flodgren i Fiji.   Den ligger i divisionen Centrala divisionen, i den östra delen av landet, 17 km öster om huvudstaden Suva.